# Memories from Kalamazoo
Memories from Kalamazoo – album Elvisa Presleya zawierający koncert, który odbył się 26 kwietnia 1977 r. w Kalamazoo w Michigan.

## Lista utworów
1. Love Me
2. Fairytale
3. If You Love Me
4. You Gave Me a Mountain
5. Jailhouse Rock
6. ’O sole mio – It’s Now or Never
7. Big Boss Man
8. Heartbreak Hotel
9. Blue Suede Shoes
10. And I Love You So (false start / mike problems)
11. And I Love You So
12. My Way